# Campionati italiani estivi di nuoto 2004
I Campionati italiani estivi di nuoto 2004 si sono svolti a Pesaro tra il 28 giugno e il 2 luglio 2004.

## Podi

### Uomini
| Evento               | Oro                                                                                                | Tempo    | Argento                                                                                            | Tempo    | Bronzo                                                                                     | Tempo    |
| Stile libero         | |          | |          |                                                                                            |          |
| 50 m                 | Lorenzo Vismara                                                                                    | 22.78    | Michele Scarica                                                                                    | 22.80    | Giacomo Vassanelli                                                                         | 23.09    |
| 100 m                | Filippo Magnini                                                                                    | 49.14    | Lorenzo Vismara                                                                                    | 49.99    | Alessandro Calvi                                                                           | 50.12    |
| 200 m                | Filippo Magnini                                                                                    | 1'48.59  | Emiliano Brembilla                                                                                 | 1'48.62  | Federico Cappellazzo                                                                       | 1'50.64  |
| 400 m                | Emiliano Brembilla                                                                                 | 3'50.71  | Andrea Righi                                                                                       | 3'52.93  | Federico Cappellazzo                                                                       | 3'56.19  |
| 800 m                | Emiliano Brembilla                                                                                 | 7'59.83  | Andrea Righi                                                                                       | 8'03.70  | Valerio Cleri                                                                              | 8'06.66  |
| 1500 m               | Simone Ercoli                                                                                      | 15'19.89 | Christian Minotti                                                                                  | 15'20.19 | Andrea Righi                                                                               | 15'39.41 |
| Dorso                | |          | |          |                                                                                            |          |
| 50 m                 | Luis Alberto Laera                                                                                 | 26.66    | Nicolò Dell'Andrea                                                                                 | 26.73    | Cesare Pizzirani                                                                           | 26.87    |
| 100 m                | Luis Alberto Laera                                                                                 | 56.84    | Mirko Mazzari                                                                                      | 57.37    | Nicolò Dell'Andrea                                                                         | 57.55    |
| 200 m                | Mirko Mazzari                                                                                      | 2'00.39  | Emanuele Merisi                                                                                    | 2'00.99  | Luca Marin                                                                                 | 2'01.75  |
| Rana                 | |          | |          |                                                                                            |          |
| 50 m                 | Alessandro Terrin                                                                                  | 28.55    | Fernando Mazzotta                                                                                  | 28.78    | Maurizio Cappone                                                                           | 28.88    |
| 100 m                | Michele Vancini                                                                                    | 1'02.86  | Loris Facci                                                                                        | 1'02.78  | Paolo Bossini                                                                              | 1'03.27  |
| 200 m                | Paolo Bossini                                                                                      | 2'12.98  | Davide Rummolo                                                                                     | 2'14.86  | Loris Facci                                                                                | 2'15.25  |
| Farfalla             | |          | |          |                                                                                            |          |
| 50 m                 | Mattia Nalesso                                                                                     | 24.29    | Salvatore Cuffari                                                                                  | 25.04    | Giacomo Vassanelli                                                                         | 25.15    |
| 100 m                | Mattia Nalesso                                                                                     | 53.63    | Luca Gardonio                                                                                      | 54.94    | Simone Ciancarini                                                                          | 54.98    |
| 200 m                | Andrea Oriana                                                                                      | 1'58.94  | Francesco Vespe                                                                                    | 2'00.58  | Alessio Boggiatto                                                                          | 2'00.69  |
| Misti                | |          | |          |                                                                                            |          |
| 200 m                | Alessio Boggiatto                                                                                  | 2'01.94  | Nicola Febbraro                                                                                    | 2'03.58  | Luca Marin                                                                                 | 2'03.94  |
| 400 m                | Alessio Boggiatto                                                                                  | 4'12.80  | Luca Marin                                                                                         | 4'20.42  | Leonardo Tumiotto                                                                          | 4'26.08  |
| Staffette            | |          | |          |                                                                                            |          |
| 4x100 m stile libero | Centro Sportivo Carabinieri Alessandro Calvi Giacomo Vassanelli Federico Cappellazzo Mauro Gallo   | 3'24.34  | Circolo Canottieri Aniene A Pietro Deriu Simone Ciancarini Paolo Bossini Emiliano Brembilla        | 3'24.44  | Gruppo Nuoto Fiamme Gialle Klaus Lanzarini Lorenzo Vismara René Gusperti Alessandro Terrin | 3'24.58  |
| 4x200 m stile libero | Centro Sportivo Carabinieri Alessandro Calvi Francesco Vespe Andrea Righi Federico Cappellazzo     | 7'22.35  | Circolo Canottieri Aniene A Emiliano Brembilla Gianfranco Meschini Simone Ciancarini Paolo Bossini | 7'22.60  | DDS A Andrea Frovi Matteo Pelliciari Emanuele Merisi Tommaso Proverbio                     | 7'27.57  |
| 4x100 m misti        | Centro Sportivo Carabinieri A Luis Alberto Laera Michele Vancini Mattia Nalesso Giacomo Vassanelli | 3'44.55  | Centro Sportivo Carabinieri B Mirko Mazzari Davide Rummolo Francesco Vespe Alessandro Calvi        | 3'47.20  | DDS A Emanuele Merisi Dario Nodari Matteo Pelliciari Andrea Frovi                          | 3'48.08  |

### Donne
| Evento               | Oro                                                                      | Tempo        | Argento                                                                                   | 'Tempo   | Bronzo                                                                                        | Tempo    |
| Stile libero         |                                                                          |              |                                                                                           |          |                                                                                               |          |
| 50 m                 | Cristina Chiuso                                                          | 25.54        | Federica Pellegrini                                                                       | 25.65    | Cecilia Vianini                                                                               | 25.98    |
| 100 m                | Federica Pellegrini                                                      | 54.95        | Cecilia Vianini                                                                           | 55.85    | Cristina Chiuso                                                                               | 56.01    |
| 200 m                | Federica Pellegrini                                                      | 1'58.98 - RI | Silvia Florio                                                                             | 2'03.19  | Silvia Pagliarini                                                                             | 2'03.53  |
| 400 m                | Federica Pellegrini                                                      | 4'13.18      | Flavia Rigamonti                                                                          | 4'14.93  | Martina Cuppone                                                                               | 4'16.54  |
| 800 m                | Flavia Rigamonti                                                         | 8'41.32      | Marina Suttora                                                                            | 8'52.51  | Laura La Piana                                                                                | 8'53.05  |
| 1500 m               | Federica Vitale                                                          | 17'00.57     | Laura La Piana                                                                            | 17'01.41 | Giulia Marrone                                                                                | 17'15.09 |
| Dorso                |                                                                          |              |                                                                                           |          |                                                                                               |          |
| 50 m                 | Alessandra Cappa                                                         | 29.57        | Romina Armellini                                                                          | 30.23    | Nora Lanfredini                                                                               | 30.37    |
| 100 m                | Alessandra Cappa                                                         | 1'03.21      | Alessia Regli                                                                             | 1'04.06  | Roberta Ioppi                                                                                 | 1'04.43  |
| 200 m                | Roberta Ioppi                                                            | 2'15.89      | Alessia Regli                                                                             | 2'17.16  | Romina Armellini                                                                              | 2'18.41  |
| Rana                 |                                                                          |              |                                                                                           |          |                                                                                               |          |
| 50 m                 | Veronica Demozzi                                                         | 32.52        | Chiara Boggiatto                                                                          | 32.89    | Sara Farina                                                                                   | 33.02    |
| 100 m                | Chiara Boggiatto                                                         | 1'10.08      | Veronica Demozzi                                                                          | 1'10.59  | Sara Farina                                                                                   | 1'10.86  |
| 200 m                | Sara Giovannoni                                                          | 2'30.23      | Chiara Boggiatto                                                                          | 2'30.82  | Eleonora Minò                                                                                 | 2'30.84  |
| Farfalla             |                                                                          |              |                                                                                           |          |                                                                                               |          |
| 50 m                 | Cristina Maccagnola                                                      | 27.07        | Ambra Migliori                                                                            | 27.48    | Elena Gemo                                                                                    | 27.81    |
| 100 m                | Ambra Migliori                                                           | 59.11 - RI   | Francesca Segat                                                                           | 59.50    | Cristina Maccagnola                                                                           | 1'00.22  |
| 200 m                | Francesca Segat                                                          | 2'09.75      | Paola Cavallino                                                                           | 2'10.64  | Caterina Giacchetti                                                                           | 2'11.20  |
| Misti                |                                                                          |              |                                                                                           |          |                                                                                               |          |
| 200 m                | Alessia Filippi                                                          | 2'18.54      | Veronica Massari                                                                          | 2'21.27  | Giorgia Gramillano                                                                            | 2'22.02  |
| 400 m                | Alessia Filippi                                                          | 4'49.37      | Veronica Massari                                                                          | 4'53.24  | Francesca Segat                                                                               | 4'53.40  |
| Staffette            |                                                                          |              |                                                                                           |          |                                                                                               |          |
| 4x100 m stile libero | DDS A Roberta Panara Cecilia Vianini Lara Consolandi Federica Pellegrini | 3'47.38      | A.S. Aurelia Nuoto Flavia Zoccari Alessia Filippi Monica Benvenuti Cristina Chiuso        | 3'51.35  | A.S. Team Veneto Padova Alice Carpanese Renata Spagnolo Martina Cuppone Maria Laura Simonetto | 3'52.57  |
| 4x200 m stile libero | DDS A Cecilia Vianini Roberta Panara Serenella Parri Federica Pellegrini | 8'19.70      | A.S. Team Veneto Padova Alice Carpanese Renata Spagnolo Martina Cuppone Giorgia Squizzato | 8'20.27  | A.S. Aurelia Nuoto Cristina Chiuso Flavia Zoccari Francesca Tittone Alessia Filippi           | 8'20.09  |
| 4x100 m misti        | DDS A Serenella Parri Cecilia Vianini Elena Gemo Federica Pellegrini     | 4'14.81      | Circolo Canottieri Aniene Alessandra Cappa Ombretta Plos Ambra Migliori Romina Armellini  | 4'16.16  | Sisport FIAT Worknet A Roberta Ioppi Chiara Boggiatto Elena Prelle Alessandra Morotti         | 4'16.66  |